# Synchronicity
Synchronicity és el cinquè i últim àlbum d'estudi del grup anglès The Police, publicat per A&M Records el 17 de juny de 1983. L'àlbum va arribar al número 1 dels Billboard 200 dels Estats Units, i al número 1 dels UK Albums Charts del Regne Unit.
Es van editar quatre senzills; «Every Breath You Take», que va arribar al número dels Billboard Hot 100 i dels UK Singles Charts, «Wrapped Around Your Finger» número 8 als Billboard Hot 100 i número 7 als UK Singles Charts, «Synchronicity II» número 16 als Billboard Hot 100 i número 17 als UK Singles Charts, i «King of Pain», número 3 als Billboard Hot 100 i número 17 als UK Singles Charts.
Està certificat 8 vegades disc de platí per la RIAA, el que acredita 8 milions de còpies venudes.
Als Premis Grammy de 1984, l'àlbum va ser nominat per a un total de cinc premis, inclòs Àlbum de l'any (va perdre davant del Thriller de Michael Jackson) i en va guanyar tres. En el moment de la seva publicació i després de la seva gira, The Police fou declarat com la "Banda més gran del món". Figura en la posició 455 de la Llista dels 500 millors discs de tots els temps segons Rolling Stone. L'àlbum també es va incloure al llibre de "1001 àlbums que heu de sentir abans de morir" de Robert Dimery.
Deu el seu nom per un concepte filosòfic del psiquiatre Carl Jung.

## Història
Sting va declarar a la revista Rolling Stone "Faig el meu millor treball quan pateixo dolor i agitació". I, efectivament, la dissolució del seu primer matrimoni va produir alguns dels seus millors treballs, incloent-hi «King of Pain» i l'himne «Every Breath You Take». També va haver-hi dolor i agitació a la banda, ja que seria el seu últim disc.[[
|miniatura|Concert de la gira Synchronicity]]

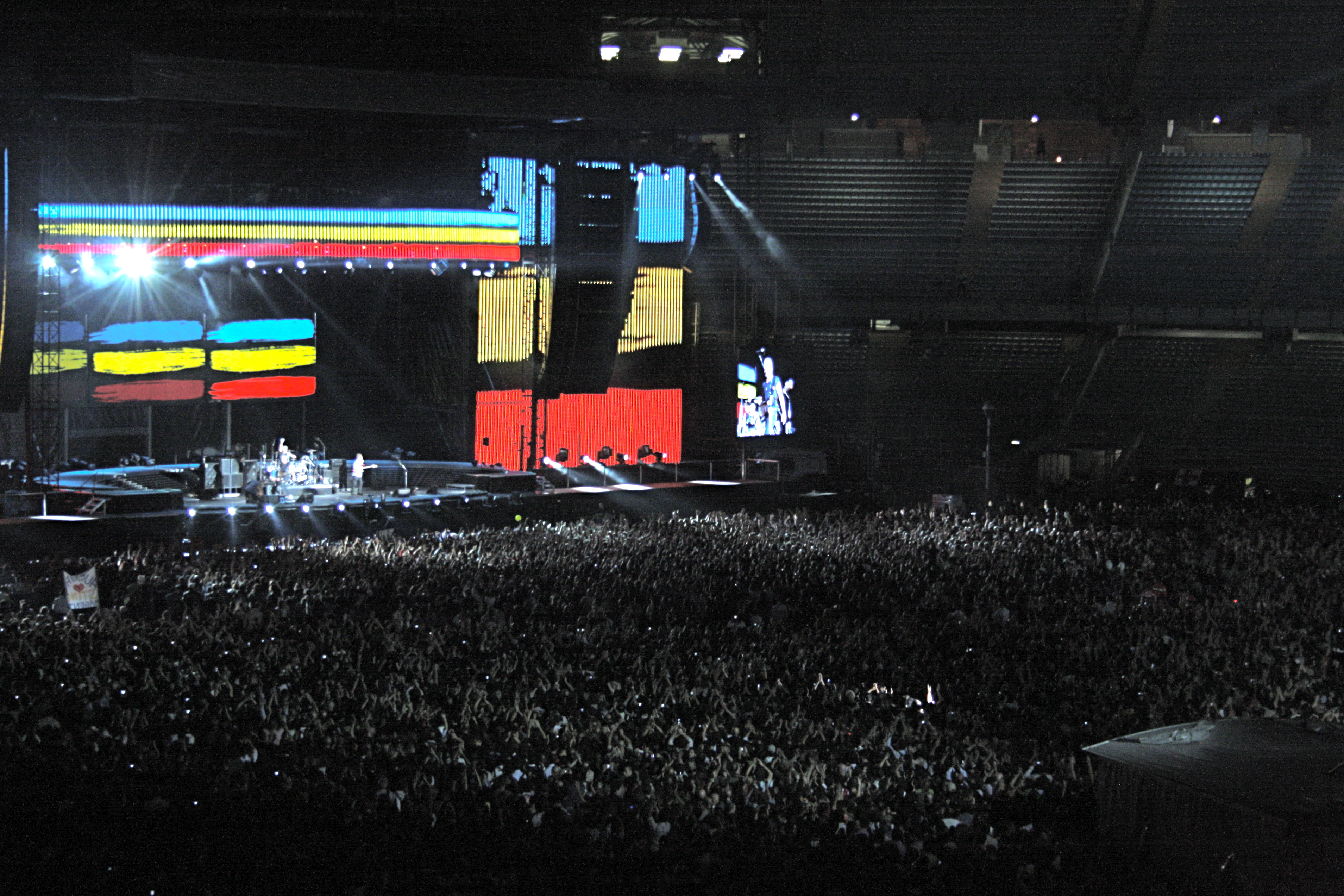
Synchronicity (1485326886)

Igual que amb el seu àlbum anterior, Ghost in the Machine, les pistes bàsiques del Synchronicity es van gravar al AIR Studios, Montserrat a partir de desembre de 1982. Els tres membres de la banda van gravar les seves parts en habitacions separades: Stewart Copeland amb la seva bateria al menjador, Sting a la sala de control i Andy Summers a l'estudi principal. Segons el coproductor Hugh Padgham, això es va fer per dues raons: per obtenir el millor so per a cada instrument i "per raons socials". Padgham també va declarar que les sobregravacions posteriors es van realitzar amb un sol membre a l'estudi alhora. Les sobregravacions es van realitzar a Le Studio al Quebec entre gener i febrer de 1983. Durant l'enregistrament de «Every Breath You Take», Sting i Copeland van barallar-se i van arribar a les mans, i Padgham va estar a punt d'abandonar el projecte.

## Disseny de la portada
L'obra original de la portada va ser dissenyada per Jeff Ayeroff i Norman Moore; consistia en una sèrie de fotografies sobreposades amb ratlles horitzontals transparents de color blau, vermell i groc. L'àlbum estava disponible en 36 variacions, amb diferents arranjaments de les ratlles de colors i mostrant diferents fotografies dels membres de la banda, preses per Duane Michals.

## Crítiques musicals
Els crítics de música professionals en el moment de la publicació i amb posterioritat han estat majoritàriament positius cap a l'àlbum. Stephen Holden per a Rolling Stone el qualificaba com el millor àlbun de la banda i el definia com "un treball de superfícies enlluernadores i ombres glacials". Veia una evolució en les lletres d'Sting del romanticisme de l'anterior àlbum la passió explosiva i amarga d'aquest. I sobre «Every Breath You Take» deia "Poques cançons pop contemporànies han descrit els matisos de la gelosia de manera tan esgarrifosa." La seva puntuació era de 4 estrelles i mitja sobre cinc.
El critic Robert Christgau el definia com una "elegant saga pop", i preferia les lletres de «Miss Gradenko» d'Steward Copeland, i de «Mother» d'Andy Summers abans que les d'Sting. La seva puntuació va ser una B+. El crític Stephen Thomas Erlewine del portal web Allmusic considera que l'àlbum està més orientat al pop que els seus anterior treballs, va convertir al grup en super estrelles, amb dos parts ben diferenciades; la primera cara amb cançons pop de primer nivell i la segona cara que es torna un exercici d'autocomplaença, i per demostrar que The Police continuava essent una banda, i no només la creativitat d'Sting, s'inclouen dues cançons escrites una per Summers i l'altra per Copeland, que les qualifica d'"horribles". D'altra banda considerava les cançons d'Sting com de les seves millors propostes i que ja es trobava preparat per deixar la banda i iniciar la seva carrera en solitari.

## Llista de cançons
Totes les cançons foren escrites i compostes per Sting, excepte a on s'indica. 
| 1. | «Synchronicity I»           | Sting            | 3:23 |
| 2. | «Walking in Your Footsteps» | Sting            | 3:36 |
| 3. | «O My God»                  | Sting            | 4:02 |
| 4. | «Mother»                    | Andy Summers     | 3:05 |
| 5. | «Miss Gradenko»             | Stewart Copeland | 2:00 |
| 6. | Sense títol                 | Sting            | 5:00 |

| 7.  | «Every Breath You Take»                                           | Sting | 4:13 |
| 8.  | «King of Pain»                                                    | Sting | 4:59 |
| 9.  | «Wrapped Around Your Finger»                                      | Sting | 5:13 |
| 10. | «Tea in the Sahara»                                               | Sting | 4:11 |
| 11. | «Murder by Numbers» (Bonus track a casets i a les edicions de CD) |       | 4:36 |

## Músics
The Police
- Sting – veu principal i de suport, baix, teclats, caixa de percussió a «Synchronicity I», saxòfon a «O My God», oboe a «Mother» i a «Tea in the Sahara»
- Andy Summers – guitarra elèctrica, veu de suport, teclats, veu principal a «Mother»
- Stewart Copeland – bateria, marimba, percussió, co-veus principals a «Miss Gradenko»

Músics addicionals
- Tessa Niles – veu de suport

Producció
- Hugh Padgham – producció, enginyer de so
- Dave Collins, Bob Ludwig – remasterització de so
- Jeffrey Kent Ayeroff – disseny d'art
- Norman Moore – disseny d'art
- Duane Michals – fotografia